# Marina Braun

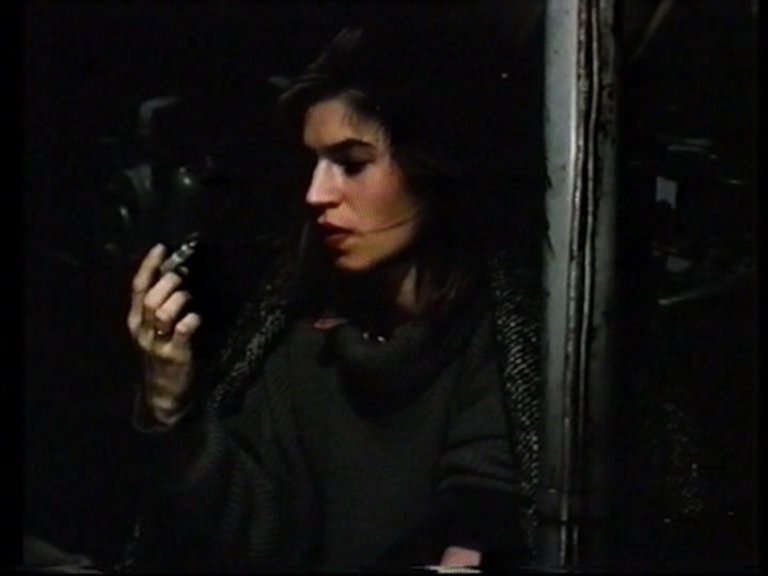
Marina Braun 1985 in Kokain – Das Tagebuch der Inga L.

Marina Braun (* 29. Juli 1960 in Husum, zwischenzeitlich auch Braun-Goedelt) ist eine deutsche Schauspielerin und Moderatorin.

## Leben
Marina Braun absolvierte ein Studium in Hamburg in den Bereichen Musik, Gesang und Schauspiel. Sie war bereits als Radiomoderatorin bei den Hörfunkprogrammen Radio3 und Welle Nord und Klassik Radio tätig. Beim Hörfunkprogramm NDR Kultur war sie bis 2009 tätig und danach wieder bei Klassik Radio. Ab 1992 spielte sie als „Schwester Marina“ in der Serie Der Landarzt. 1997 war sie in Alle zusammen – jeder für sich als „Ellen Kladow“ zu sehen. In der Kinder- und Jugendserie Schloss Einstein übernahm sie ab 2000 die Rolle der „Claudia Reichenbach“.
Außerdem arbeitet sie als Coach und Trainer in den Bereichen Selbstpräsentation, Körpersprache und Bewältigung von Lampenfieber.

## Filmografie
- 1986: Kokain – Das Tagebuch der Inga L.
- 1988: Spätes Glück nicht ausgeschlossen
- 1989, 1992–1996: Der Landarzt (Fernsehserie, 18 Folgen)
- 1991: Großstadtrevier (Fernsehserie, 1 Folge)
- 1997: Alle zusammen – jeder für sich (Fernsehserie, 170 Folgen)
- 2000–2003: Schloss Einstein (Fernsehserie, 43 Folgen)
- 2000: Verbotene Liebe (Fernsehserie, 6 Folgen)